# Wheelhouse von Sollas
 Das 1957 ausgegrabene Wheelhouse von Sollas (schottisch-gälisch Solas) liegt am Middlequarter an der Nordküste der schottischen Hebrideninsel North Uist.
Die Rettungsgrabungen von Sollas galten einem gut erhaltenen eisenzeitlichen Wheelhouse und einem Rundbau. Die unstrukturierte mit Vorgängerbauten aus der Periode A1 und A2 versehene Anlage erhielt in Periode B1 die charakteristischen radialen Nischen (14). Eine war durch eine Trennwand völlig vom Innenraum separiert. Nische 1 wurde in Periode B2 zum Durchgang zu einer außerhalb liegenden, großen ovalen Struktur, die Zelle A genannt wurde, umgestaltet. Zelle 3 bildete den Zugang zum Rundhaus. Zelle 5 wurde später zu einem weiteren Durchgang nach außen geöffnet.
Der zentrale Raum hat etwa 9,8 m Durchmesser. In seinem Zentrum fanden sich eine Herdstruktur, eine mit Steinen ausgekleidete Grube, eine Handmühle und Gruben mit den Knochen von Rindern, Schafen/Ziegen, Schweinen und anderen Tieren, sowie zerscherbte Keramik und bearbeitete Knochen. Das Merkmal von Sollas ist die Entdeckung von etwa 200 Schafen. Die meisten lagen mit dem Kopf nach unten in kleinen, kegelförmigen Gruben. Auf der Insel South Uist wurden im Wheelhouse von A Cheardach Bheag etwa 20 Kieferknochen von Rehen in einem Bogen um den zentralen Herd deponiert, und im benachbarten Cheardach Mhor wurden neben einem der Pfeiler 32 Rinderzähne gefunden.
Abfall von Sollas wurde auf dem Dach gestapelt, wodurch mit der Zeit eine nahezu unterirdische Struktur entstand, die durch einen langen, trichterförmigen Gang zu erreichen war.
Der Bau des Wheelhouses konnte durch eine Reihe von Radiokarbon-Messungen und Artefakte auf das 1. oder 2. Jahrhundert n. Chr. datiert werden. Da Sollas die erste Ausgrabung eines Wheelhouses war, hatte sie Einfluss auf die Chronologie und Funktion dieser Bauten.
Die Menge von verzierter Keramik wurde aus stratifizierten Kontexten geborgen, so dass für eine Reihe von Formen und dekorativen Motiven in der viel diskutierten Hebridenkeramik und in der Entwicklung von Rundhäusern eine Reihenfolge gefunden wurde.